# Canon (arme à feu)
Pour les articles homonymes, voir Canon.

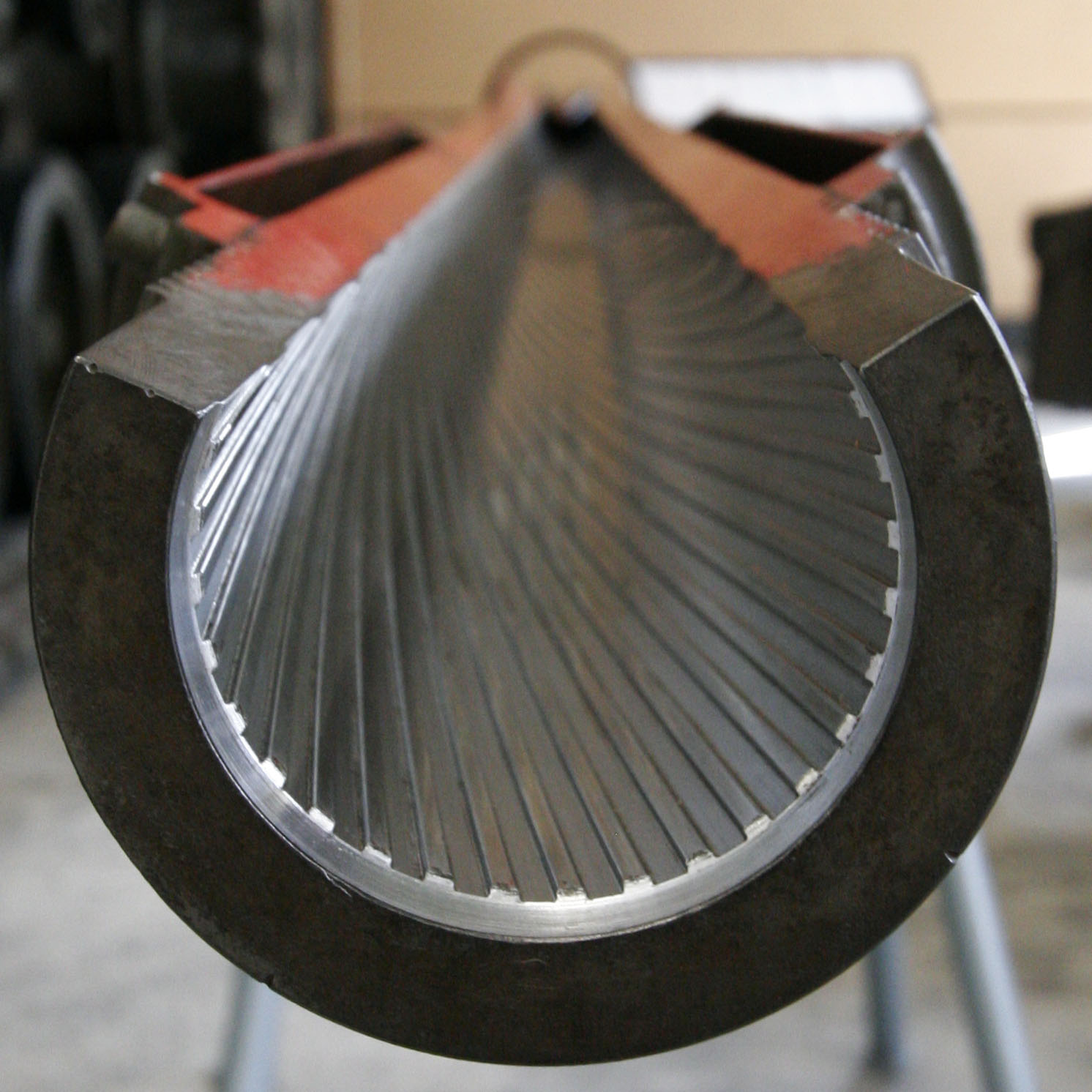
Canon rayé du char britannique Royal Ordnance L7.

Le canon est la partie d'une arme à feu constituée par le tube servant à lancer un projectile.
Il existe des canons lisses et rayés. Dans ces derniers, en réalisant des rainures à l'intérieur du canon, on réduit la vitesse (et donc la portée) du projectile mais on accroît la précision.
La vitesse à la bouche exprime la vélocité du projectile à sa sortie du canon, et l'énergie à la bouche son énergie cinétique.
L'écouvillon est une brosse servant à nettoyer l'intérieur du canon.

## Histoire
Les canons, ont été inventés, comme la poudre à canon, en Chine, les premiers modèles étaient, à la fin de la dynastie Tang (618-907), des tubes de bambou, servent à lancer des « lances de feu ». la civilisation chinoise crée ensuite les premiers canons métalliques en utilisant la fonte, leur permettant de réaliser les premiers canons d'infanterie et armes à feu à main.
En occident, les premières « bouches à feu » furent faites en fer forgé. Elles étaient composées de barres de fer soudées et assemblées en forme de douves et reliées par des cercles de même métal. En 1354, il y avait déjà des pièces en cuivre. En 1372, on coulait des pièces de bronze à Augsbourg. Vers la fin du XIVe siècle, ces pièces étaient très nombreuses en Italie. On employa le fer forgé concurremment avec le bronze pendant environ deux siècles et demi. La production de pièces de bronze ou de cuivre témoigne d'une maîtrise de la technologie des fours à réverbère. Les premiers alliages de bronze comprenaient non seulement de l'étain et du cuivre, mais aussi de faibles quantités de zinc et de plomb. Cependant, cette composition fut rapidement affinée pour se composer principalement de cuivre et d'étain.

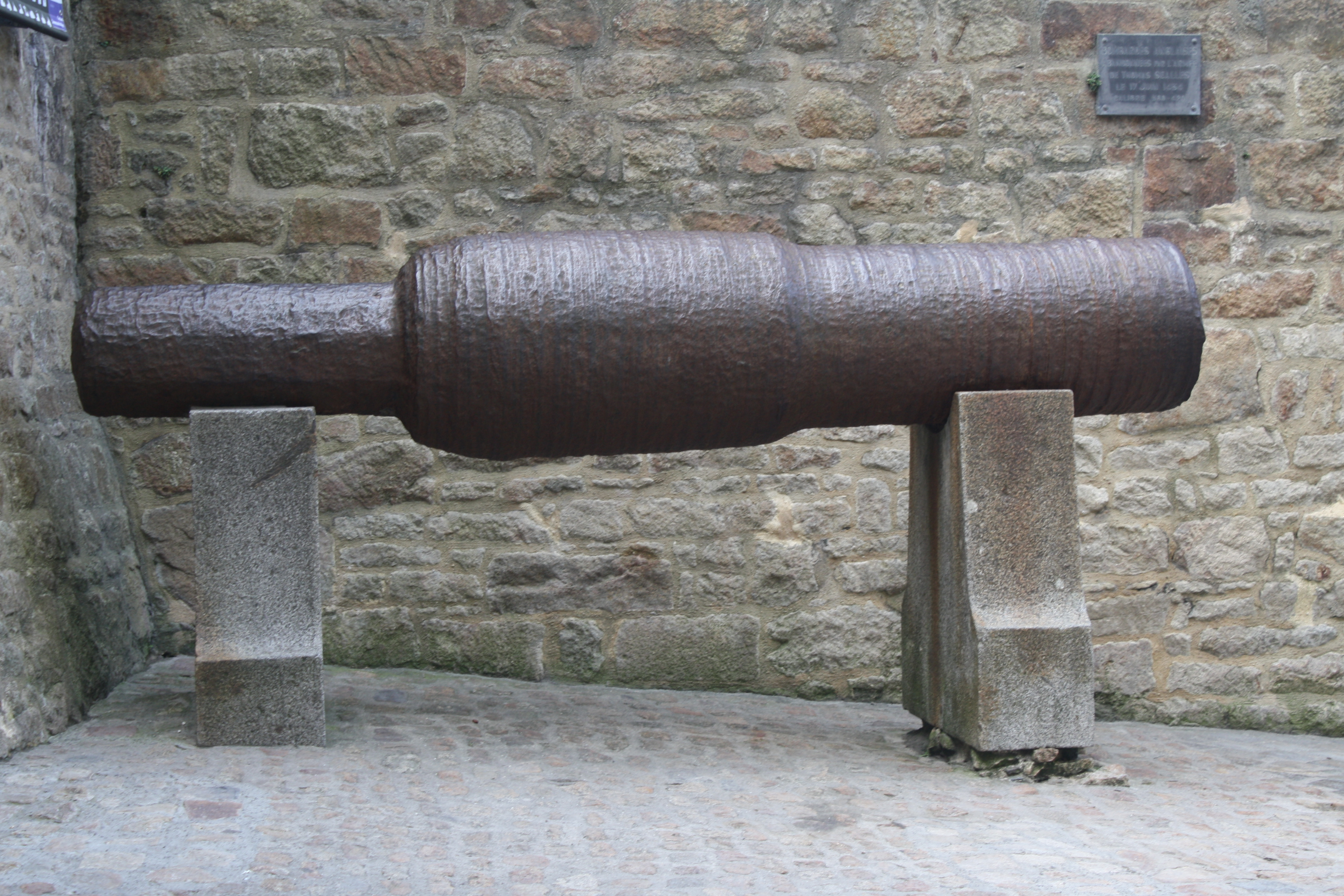
Abbaye du Mont-Saint-Michel. Bombarde abandonnée par l'armée de Thomas de Scales, le 17 juin 1434.

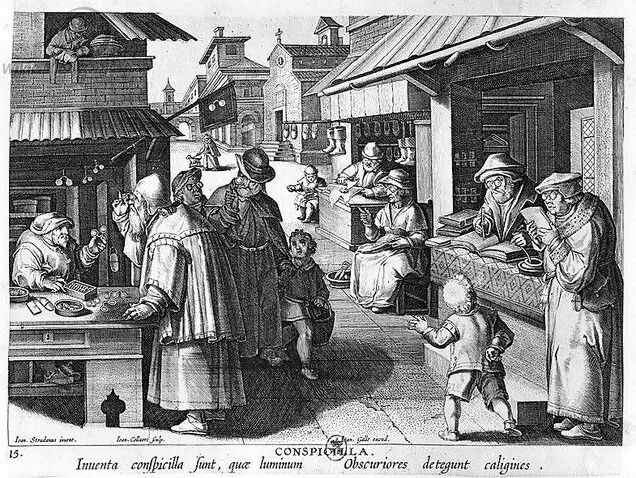
Un atelier de forge installé dans lequel plusieurs ouvriers s'affairent autour de tubes de canon (gravure de Stradan dans sa série des, vers 1590).

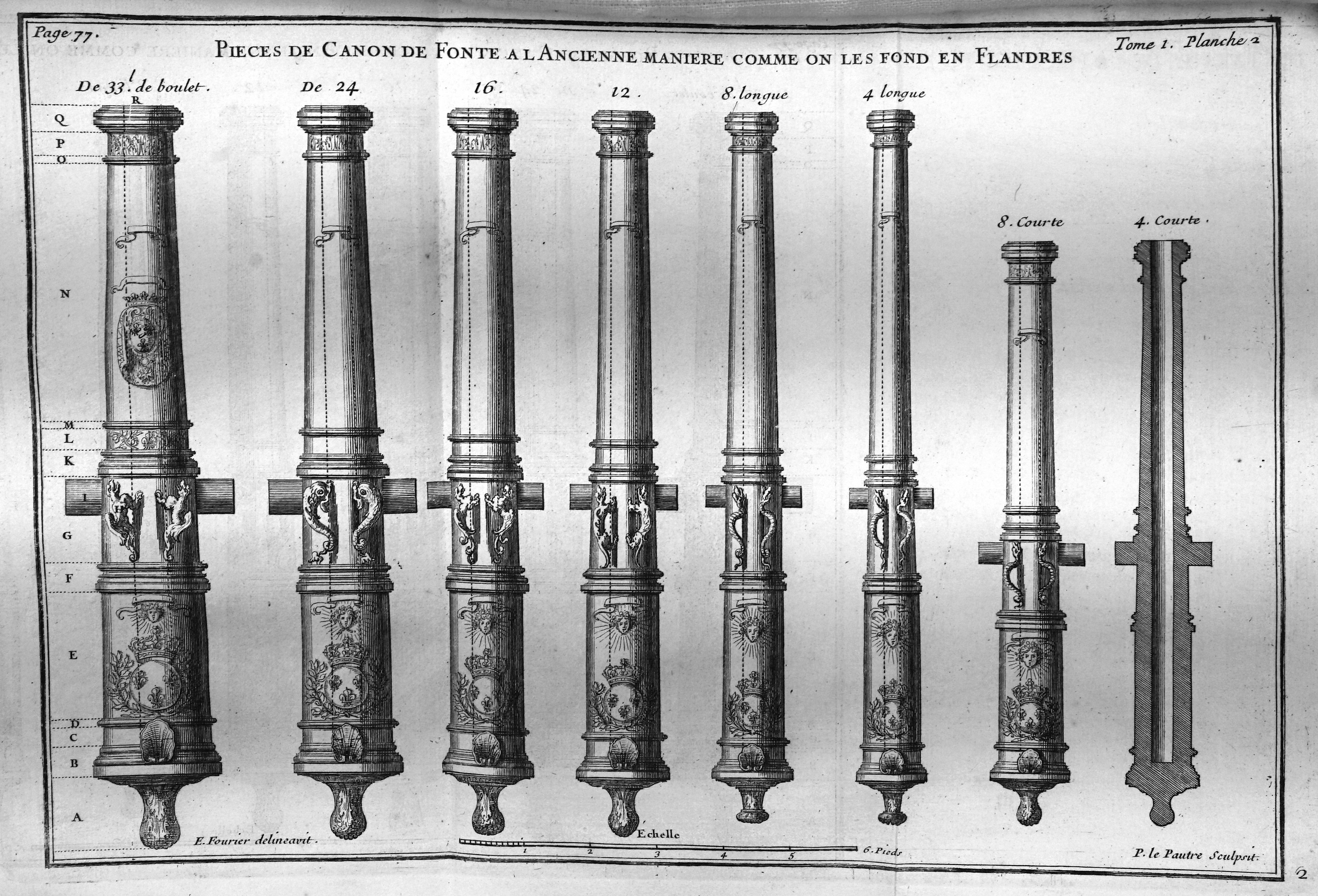
Canons de 33 à 4 livres dans son Mémoires...de Pierre Surirey de Saint-Remy en 1745.

À partir du milieu du XVe siècle, l'artillerie fait de rapides progrès surtout au point de vue de la mobilité des pièces et de la rapidité du tir. Les frères Bureau font partie d'une pléiade d'officiers illustres qui ont contribué à rendre l'artillerie française la première d'Europe depuis les guerres de Charles VIII en Italie. Les nouveaux canons contribuent à faire reconquérir en une seule année (1449) la Normandie sur les Anglais. Il y a une rapide évolution dans la fonderie des canons en bronze, en laiton et plus rarement, en fer. Il arrive souvent aux canons d'exploser. Pendant le siège de Cherbourg, on célèbre le fait que quatre canons seulement aient éclaté. Les couleuvrines se développent.
La coulée de canons en fonte fut réalisée dès 1547 en Angleterre. La coulée de pièce de gros calibre exigeait le concours de plusieurs hauts fourneaux. Dans le principe les pièces étaient coulées à noyau et on ne les alésait même pas. On voit qu'en 1671, les pièces étaient encore coulées à noyau, mais avec masselottes et qu'elles étaient alésées. L'alésage se faisait autrefois verticalement. En 1744, Jean Maritz, inspecteur général de la fonderie de la marine en France, imagina de couler les bouches à feu pleines et de les forer horizontalement en les faisant tourner autour de leur axe. En 1748, ces procédés devinrent réglementaires en France.
En Angleterre, on substitua dès 1712 le charbon minéral au charbon de bois dans la fabrication de la fonte. Les premiers essais ne furent pas heureux et l'entreprise fut abandonnée. Cependant, on revint au procédé et, en 1740, on utilisait de la fonte au coke. Les machines à vapeur, qui furent inventées peu de temps après, mirent de grandes forces motrices à la disposition de l'industrie et permirent l'établissement de hauts fourneaux de grandes dimensions. De 1760 à 1766, l'emploi de coke dans la réduction des minerais de fer devint général en Angleterre. C'est aussi vers la même époque que l'on commença dans ce pays à fabriquer les pièces avec de la fonte au coke, mais toujours par le coulage direct au haut fourneau. Les canons en fer furent coulés en seconde fusion par le four à réverbère chauffé à la houille à partir de 1770 à 1775, en Angleterre et de 1780 à 1790, en France et en Belgique
Au XVIIIe siècle, si les armes blanches et fusils sont le travail d'artisans, les canons, boulets et mortiers s'accommodent moins du travail artisanal et se font dans les ateliers attenant aux usines sidérurgiques. L'usage de canons est déterminant dans les combats sur mer mais ne l'est pas encore dans les combats sur terre. La production de canons est souvent une activité marginale dans la production de certaines usines, même si on compte de plus en plus d'usines destinées à la production d'armes.
Dans le courant du XIXe siècle, la production de canons en acier, mais aussi la production de blindages pour les coques de bateau qui doivent résister à l'impact produit par les obus de ces mêmes canons, contribue à parts égales avec celle des rails et locomotives au renouvellement des techniques liées à l'acier. Le procédé Bessemer notamment permet d’accroître la ténacité de même que la résistance à l'éclatement des aciers employés pour les canons et, d'autre part, d'en amoindrir le poids. En outre, les canons fabriqués dans cet acier ductile peuvent être moulés en une seule pièce et à des cadences plus importantes que le fer forgé.

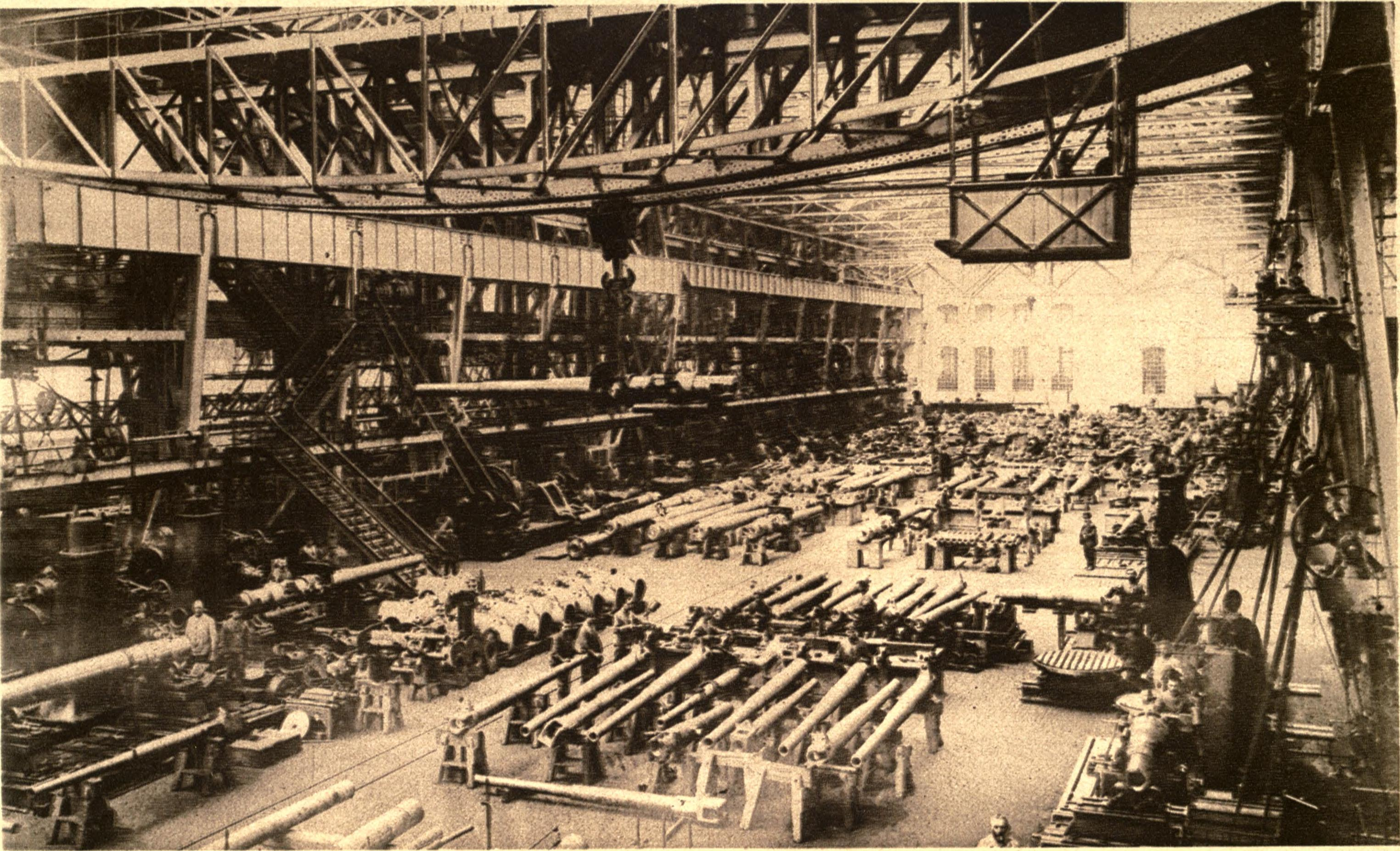
Entreprise Krupp. Fabrication de canons en 1915.

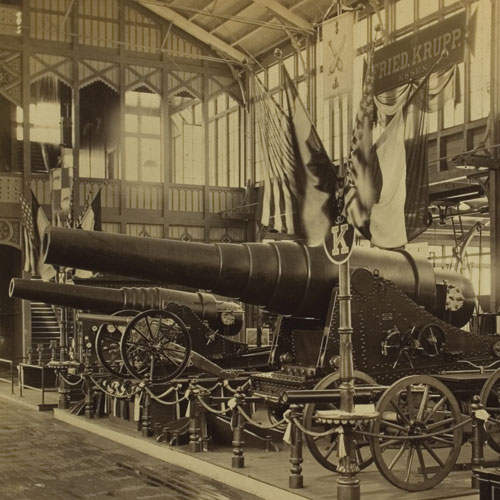
Exposition Krupp - Exposition universelle de 1876 Philadelphie.

La production de canons fait la prospérité de l'entreprise Krupp en Allemagne, à partir de 1859. À Essen, les deux cinquièmes de l'acier fondu qui sortent des usines Krupp sont destinés à la fabrication de canons de tous calibres, depuis la petite pièce de campagne de quatre (boulets pesant 4 livres de fer soit un peu moins de 2 kg) jusqu'à des pièces monstrueuses tirant des projectiles de 100, 150 voire 500 kg. Krupp équipe en canons les Russes, les Anglais, les Belges, les Italiens, les Turcs, les Autrichiens, les Hollandais, et même les Japonais». La bataille de Sedan, le 1er septembre 1870, consacre la supériorité des canons en acier Krupp, qui se chargent par la culasse, dans les rangs de l'armée prussienne, sur les canons en bronze de l'armée française qui eux se chargent par la gueule. Si les portées des canons sont identiques, la cadence de tir des canons prussiens est infernale. La vente de canons sera pour l'Allemagne l'un des moteurs de son expansion, et plus tard de son hégémonie sur le monde.

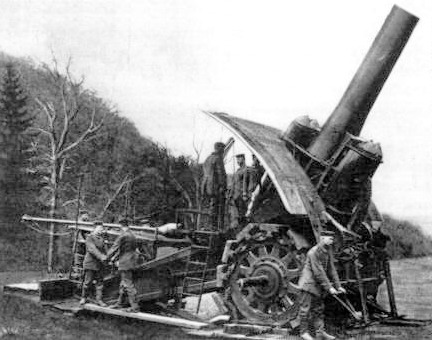
Obusier de 420 mm type M « Grosse Bertha » en batterie.

La révolution industrielle, entamée à la fin du XVIIIe siècle, accouche de sa première guerre industrielle, à savoir la Première Guerre mondiale. La France, qui n'avait que 300 canons au début de la guerre, en possède 5 200 en 1918 et a tiré 250 millions d'obus. La Grosse Bertha allemande, tirant des obus de 1 150 kg, est à elle seule un condensé de prouesse technologique.

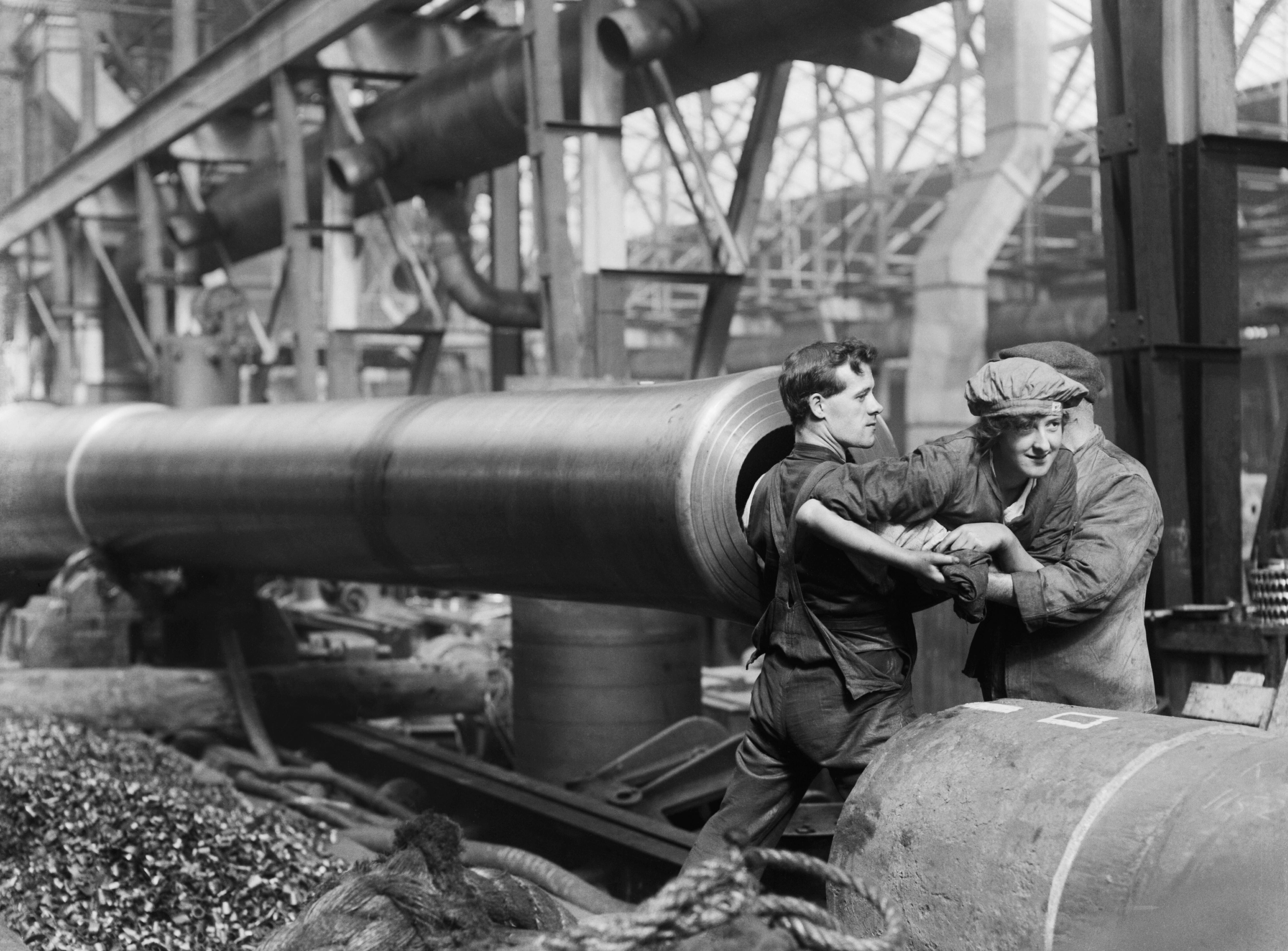
Coventry Ordnance Works, au cours de la Première Guerre mondiale. Une travailleuse est introduite dans le tube d'un canon naval de 15 pouces afin d'en nettoyer les rayures.

## Fabrication
Acier de Damas : Ce procédé a été utilisé pour forger des canons de fusil. Au début du XXe siècle, de nombreuses forges de la région liégeoise utilisaient encore ce procédé.